# Arubaans onafhankelijkheidsreferendum 1977
Op 25 maart 1977 werd op Aruba een onafhankelijkheidsreferendum gehouden. Dit was de eerste volksraadpleging in de geschiedenis van de Nederlandse Antillen. De kiezers op Aruba kregen de keuze tussen onafhankelijkheid of bij de Nederlandse Antillen blijven, waarbij meer dan 95% voor het eerste stemde.

## Achtergrond
Het Arubaans onafhankelijkheidsstreven dateert van 1954, toen de Aruba bij de rondetafelconferentie over het Statuut een voorbehoud maakte bij het inlijven van het eiland bij het Antilliaans staatsverband. In 1976 stemde de eilandsraad van Aruba op initiatief van meerderheidspartij MEP voor het houden van een referendum over de onafhankelijkheid van het eiland. Dit referendum zou dienen als opiniepeiling aangezien de organisatie van zo'n stemming niet in de Antilliaans grondwet was voorzien. De kiezers kregen de keuze tussen onafhankelijkheid of bij het federatief verband van de Nederlandse Antillen blijven, waarbij meer dan 95% voor het eerste stemde. Op 12 maart 1983 wordt na de RTC-onderhandelingen tussen vertegenwoordigers van de Rijksregering, de verschillende eilandgebieden van de Nederlandse Antillen en Nederland overeengekomen, dat Aruba onafhankelijk wordt op 1 januari 1996 met vooraf een overgangsperiode als autonoom land van het Koninkrijk der Nederlanden ingaande  1 januari 1986. In de overgangsfase ligt de autonomie ten opzichte van de Nederlandse Antillen en niet ten opzichte van het Koninkrijk. In 1994 kwam Aruba, zonder volksraadpleging, op het besluit terug en werd het plan voor volledige onafhankelijkheid geschrapt. De artikelen 58-60 van het Statuut voor het Koninkrijk der Nederlanden bepalen echter dat Aruba alsnog kan besluiten onafhankelijk te worden als het Arubaanse parlement het besluit met een tweederdemeerderheid goedkeurt, gevolgd door een referendum dat door een meerderheid van de geregistreerde kiezers wordt goedgekeurd.

## Resultaten
| Keuze                            | Stemmen | %     |
| -------------------------------- | ------- | ----- |
| Onafhankelijkheid                | 21.418  | 95,17 |
| Deel van de Nederlandse Antillen | 1.085   | 4,83  |
| Ongeldige/blanco stemmen         | 3.669   | -     |
| Totaal                           | 26.172  | 100   |
| Geregistreerde kiezers/opkomst   | 37.346  | 70,08 |
| Bron:Directe Democratie          |         |       |